# Bahçe (Osmaniye)
Pour les articles homonymes, voir Bahçe.

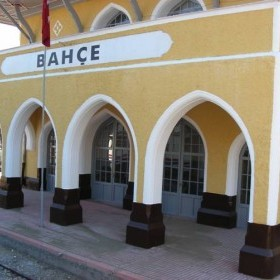
Bahçe railway station

Bahçe est une ville et un district de la province d'Osmaniye dans la région méditerranéenne en Turquie.